# The Hunger Games (film)
The Hunger Games is een Amerikaanse sciencefictionfilm uit 2012, gebaseerd op het gelijknamige boek van Suzanne Collins. De film ging in Nederland en België in première op 21 maart 2012. Op 11 september 2012 is Lionsgate begonnen met het verfilmen van het tweede boek in de reeks getiteld Catching Fire.

## Verhaal
In het toekomstige land Panem (het huidige Noord-Amerika) worden ieder jaar in elk district met een loting onder alle 12- tot 18-jarigen één jongen en één meisje getrokken die mee moeten doen in de landelijke Hongerspelen. Bij deze "spelen" moeten de deelnemers elkaar doden tot er nog maar één over is. Het volk wordt gedwongen hier op beeldschermen naar te kijken.
Het verhaal begint op de dag van de boete. Katniss ontvlucht het oude huisje waarin zij, haar moeder en haar zusje Primrose wonen en gaat naar het bos om te jagen. In het bos ontmoet ze haar beste vriend Gale en na de jacht praten ze over de naderende boete.
Effie Prul (Engels: Effie Trinket), een afgevaardigde van het Capitool, de hoofdstad van Panem, wordt naar District 12, het district van Katniss, gestuurd om daar de 'boete' te leiden. Als vrouwelijke tribuut die District 12 moet vertegenwoordigen tijdens de Spelen, wordt Primrose geloot. Katniss kan het niet over haar hart verkrijgen om haar zusje de arena in te laten gaan, wat ze zeker niet zou overleven, en biedt zich wanhopig aan als vrijwilliger. Dit wordt gretig geaccepteerd, vrijwilligers komen weinig voor. Onder de jongens wordt Peeta Mellark getrokken, de zoon van de bakker van het district. Katniss en Peeta kunnen nog snel afscheid nemen van hun familie en vrienden, voordat ze meegenomen worden. Voor Katniss komen haar moeder, Prim, Gale en de dochter van de burgemeester Madge. Peeta en Katniss worden samen met Effie Prul en Haymitch Abernathy, hun mentor en ook de enige nog levende winnaar van de Spelen van District 12, op de trein gezet waarmee ze naar het Capitool afreizen.
In het Capitool aangekomen worden de tributen uit alle twaalf districten voorgesteld aan het publiek, de mensen die hen moeten gaan sponsoren. Iedere tribuut moet in het thema van zijn of haar district gekleed zijn. In tegenstelling tot alle voorgaande edities van de Hongerspelen, wordt District 12 gepresenteerd als een team, dit was Haymitch's idee. Katniss en Peeta krijgen speciale pakken aan, waar vlammen achteraan wapperen, waardoor het lijkt alsof ze in brand staan. Hierdoor worden ze voor één keer niet over het hoofd gezien en doet District 12 niet meer voor spek en bonen mee. Door deze kleding krijgt Katniss de bijnaam 'het meisje dat in vuur en vlam staat' (The Girl on Fire).
De dagen na de parade zijn trainingsdagen. Alle tributen worden klaargestoomd voor de Spelen. Ze kunnen trainen in speerwerpen, boogschieten, eetbare planten herkennen, camouflage, en allerlei andere overlevingstechnieken.
Aan het einde van de trainingsdagen is er een privésessie voor elke tribuut, waarin ze aan de Spelmakers moeten laten zien wat ze kunnen. Tegen de tijd dat Katniss mag, zijn de Spelmakers al verveeld en letten ze nauwelijks meer op de tributen. Katniss wordt hier zo boos om, dat ze een appel uit de bek van een varken schiet met een van haar pijlen. Ze is door al het jagen namelijk een getalenteerd boogschutter. Met deze sessie krijgt ze een trainingscore van elf punten uit de maximale twaalf. Hiermee trekt ze ieders aandacht en wordt genoemd als kanshebber om de Spelen te winnen.
Als laatste onderdeel voordat de tributen de arena ingaan, zijn er de interviews met Caesar Flickerman. Elke tribuut krijgt drie minuten. Katniss is ontzettend zenuwachtig en kan zichzelf geen houding geven. Volgens zichzelf overtuigt ze geen mens als ze iets probeert te zijn wat ze niet is. Caesar helpt haar door het interview heen en als laatste laat Katniss haar prachtige jurk zien. Ze draait een rondje en de onderkant van de jurk ontvlamt, wat haar bijnaam nog eens benadrukt. Dit alles is bedacht door Katniss' stylist Cinna, een van de weinige Capitoolmensen die ze echt aardig vindt, mede omdat hij niet zo overdreven is.
Peeta verbaast iedereen door tijdens zijn interview te zeggen dat hij al jaren verliefd is op Katniss, waardoor hij ieders sympathie verkrijgt. Katniss voelt zich boos en verraden, maar Peeta's liefdesverklaring wordt hun tactiek om in de arena te overleven.
Bij het begin van de spelen sluit Peeta een verbond met de "Beroeps", de tributen uit District 1 en 2. Katniss denkt dat hij dat alleen maar doet om te winnen, maar eigenlijk doet hij dit om haar te beschermen. Peeta leidt de Beroeps weg van Katniss, wat ze in eerste instantie niet doorhad. Dit zorgt ervoor dat hij door hen verstoten wordt en zichzelf moet zien te redden.
Katniss en het 12-jarige meisje Rue, uit District 11, maken samen een plan om de voedselvoorraad van de Beroeps op te blazen. Rue zal Katniss dekking geven met vuren, terwijl die de voorraad van de Beroeps opblaast. Dit lukt, maar als ze teruggaat zit Rue vast in een net. Katniss bevrijdt haar, maar Rue wordt daarbij vermoord door Marvel, de jongen uit District 1. Katniss vermoordt deze tribuut met een pijl, maar kan Rue niet meer redden. Ze zingt een lied terwijl Rue sterft, en daarna versiert ze haar lichaam met bloemen. De mensen uit District 11 zien dit, en komen in opstand tegen de vredebewakers.
Na een paar dagen hoort Katniss dat er twee mensen mogen winnen, mits ze uit hetzelfde district komen. Ze gaat hierop op zoek naar Peeta. Uiteindelijk vindt ze hem zwaargewond, gecamoufleerd als steen. Ze brengt hem naar een grot, waar ze een tijdje verblijven. Peeta is ernstig ziek door een grote beenwond van het zwaard van Cato, de mannelijke tribuut uit District 2. Katniss' moeder is heler en daardoor weet ze wat kleine dingen, en door hulp van giften van sponsors lukt het haar om Peeta te doen opknappen.
Er wordt een feestmaal aangekondigd, waar voor iedere overgebleven tribuut iets op te halen is, iets wat ze het hardst nodig hebben. Katniss realiseert zich dat dit medicijnen voor Peeta zijn en wil ze gaan halen, maar Peeta weigert haar te laten gaan. Nadat hij nog een keer zegt dat hij van haar houdt, kust Katniss hem, waarna Peeta helemaal niet meer wil dat ze gaat. Gale - die verplicht thuis de Hongerspelen moet kijken - ziet dit, en voelt zich verraden.
Katniss besluit tóch naar het feestmaal te gaan. Ze verdooft Peeta met een drankje dat ze van een van haar sponsors heeft gekregen. Aangekomen bij het feestmaal probeert zij het medicijn te pakken, maar wordt tegengehouden door Clove, het meisje uit District 2. Clove begint Katniss te provoceren over de dood van Rue. Clove staat op het punt Katniss te doden wanneer Rue's districtspartner, Thresh, haar redt. Tresh heeft Cloves woorden gehoord en neemt wraak door haar te doden. Tresh laat Katniss in leven omwille van Rue. Clove sterft in Cato's armen. Als Katniss terugkeert naar de grot met het medicijn, smeert ze de wond van Peeta in. Peeta dwingt haar om haar eigen wonden ook met het middel te behandelen. Hierdoor genezen beiden, en kunnen ze weer deelnemen aan de Spelen.
Katniss en Peeta gaan los van elkaar eten zoeken. Peeta denkt goede bessen gevonden te hebben en gaat ze verzamelen. Beiden horen het kanonschot dat betekent dat er iemand dood is. Het blijkt dat het meisje uit District 5, Vossensnuit (Foxface, echte naam is eigenlijk Finch Ivory), de bessen Nachtschot (of Nightlock) heeft gegeten en daaraan is doodgegaan. Zo komt Peeta erachter dat de bessen giftig zijn en Katniss neemt de bessen mee.
In de finale wordt het rond 12 uur 's middags ineens donker. Er springen enorme honden, genaamd mutilanten, uit de struiken, en Katniss en Peeta moeten vluchten. Ze klimmen op de Hoorn des Overvloeds, of Cornucopia (hierin worden aan het begin van de Spelen spullen neergelegd waar de Tributen over moeten vechten), waar Cato ook is. Hij bedreigt Katniss door Peeta bijna te wurgen en daarbij te zeggen dat als Katniss zal trachten hem neer te schieten, Peeta zeker zal sterven. Peeta weet ondertussen een arm los te wurmen en op Cato's vrije hand een kruis te maken. Katniss schiet daar een pijl in en van de pijn laat Cato Peeta los, waarna Peeta hem van de Hoorn afduwt. Hierbij wordt Cato deels opgegeten door de mutilanten maar sterft niet; het Capitool heeft liever dat de tributen het zelf uitvechten. Katniss schiet uiteindelijk een pijl naar Cato om hem uit zijn lijden te verlossen.
Hierna komt er plots een mededeling dat er maar één kan overleven, dit dus in tegenspraak met de eerdere mededeling. Katniss vindt dat Peeta moet winnen, terwijl Peeta liever heeft dat Katniss overleeft. Katniss stelt voor samen met Peeta de giftige bessen te eten, zodat ze allebei zullen sterven. Om dit te voorkomen draaien de spelmakers de laatste mededeling terug, en winnen ze samen de Spelen.
Terug in het Capitool worden Katniss en Peeta gekroond door President Snow.
Op de terugreis naar District 12 in de trein vraagt Peeta hoe het nu verder moet. Katniss zegt dat ze het wil vergeten. Peeta zegt daarop dat hij het niet wil vergeten.

## Rolverdeling
| Acteur                | Personage                    | Opmerkingen                 |
| --------------------- | ---------------------------- | --------------------------- |
| Jennifer Lawrence     | Katniss Everdeen             | District 12; 16 jaar        |
| Josh Hutcherson       | Peeta Mellark                | District 12; 16 jaar        |
| Stanley Tucci         | Caesar Flickerman            | Presentator                 |
| Wes Bentley           | Seneca Crane                 | Spelmaker                   |
| Amandla Stenberg      | Rue Stenberg                 | District 11; 12 jaar        |
| Willow Shields        | Primrose "Prim" Everdeen     | Zusje van Katniss; 12 jaar  |
| Lenny Kravitz         | Cinna                        | Stylist                     |
| Alexander Ludwig      | Cato Hadley                  | District 2; 18 jaar         |
| Liam Hemsworth        | Gale Hawthorne               | Vriend van Katniss          |
| Woody Harrelson       | Haymitch Abernathy           | Mentor tributen District 12 |
| Elizabeth Banks       | Effie Prul                   | Begeleidster                |
| Sandra Ellis Lafferty | Hob Vendor                   | Sluwe Sae                   |
| Paula Malcomson       | Moeder van Katniss           |                             |
| Donald Sutherland     | President Coriolanus Snow    | Dictator                    |
| Isabelle Fuhrman      | Clove Kentwell ( of Sevina ) | District 2; 15 jaar         |
| Dayo Okeniyi          | Thresh Morrowson             | District 11; 18 jaar        |
| Jack Quaid            | Marvel Sanford               | District 1; 17 jaar         |
| Leven Rambin          | Glimmer Belcourt             | District 1; 17 jaar         |
| Jacqueline Emerson    | Finch 'Foxface' Crossley     | District 5 ; 15 jaar        |

## Muziek

### Soundtrack
Ter gelegenheid van de film werd ook een soundtrack uitgebracht met muziek van diverse artiesten. Het album heet The Hunger Games: Songs from District 12 and Beyond. De Amerikaanse filmcomponist James Newton Howard componeerde de muziek voor de film. Deze muziek werd een week later apart uitgebracht op een soundtrackalbum. Op het eerste album van de diverse artiesten staan zestien nummers. Slechts drie nummers zijn daadwerkelijk in de film te horen. Tijdens de aftiteling is als eerste "Abraham's daughter" van Arcade Fire te horen, vervolgens Taylor Swift & The Civil Wars met "Safe & sound" en ten slotte "Kingdom come" van The Civil Wars. Op 20 maart 2012 werd het eerste album uitgebracht. Op 31 maart 2012 kwam het album op de 81ste plaats binnen in de Vlaamse Ultratop 100 albumlijst.

### Hitnotering

#### VlaamseUltratop 200Albums
| Hitnotering: (Week 1 t/m 4) 31-03-2012 t/m 21-04-2012 Hitnotering: (Week 5) 19-05-2012 | Hitnotering: (Week 1 t/m 4) 31-03-2012 t/m 21-04-2012 Hitnotering: (Week 5) 19-05-2012 | Hitnotering: (Week 1 t/m 4) 31-03-2012 t/m 21-04-2012 Hitnotering: (Week 5) 19-05-2012 | Hitnotering: (Week 1 t/m 4) 31-03-2012 t/m 21-04-2012 Hitnotering: (Week 5) 19-05-2012 | Hitnotering: (Week 1 t/m 4) 31-03-2012 t/m 21-04-2012 Hitnotering: (Week 5) 19-05-2012 | Hitnotering: (Week 1 t/m 4) 31-03-2012 t/m 21-04-2012 Hitnotering: (Week 5) 19-05-2012 | Hitnotering: (Week 1 t/m 4) 31-03-2012 t/m 21-04-2012 Hitnotering: (Week 5) 19-05-2012 | Hitnotering: (Week 1 t/m 4) 31-03-2012 t/m 21-04-2012 Hitnotering: (Week 5) 19-05-2012 |
| Week:                                                                                  | 1                                                                                      | 2                                                                                      | 3                                                                                      | 4                                                                                      |                                                                                        | 5                                                                                      |                                                                                        |
| -------------------------------------------------------------------------------------- | -------------------------------------------------------------------------------------- | -------------------------------------------------------------------------------------- | -------------------------------------------------------------------------------------- | -------------------------------------------------------------------------------------- | -------------------------------------------------------------------------------------- | -------------------------------------------------------------------------------------- | -------------------------------------------------------------------------------------- |
| Positie:                                                                               | 81                                                                                     | 62                                                                                     | 91                                                                                     | 87                                                                                     | uit                                                                                    | 157                                                                                    | uit                                                                                    |